# Vasile Mureșan
Mureșan (n. 07 iulie 1951, Cluj-Napoca) este un pictor român. Mureșan este muzeograf expert artă la Muzeul de Etnografie Județean Mureș.

## Studii
A absolvit Institutul de Artă Plastică „Ion Andreescu” din Cluj-Napoca.

## Activitate
Este expert patrimoniu cultural național mobil-etnografie-icoană pe lemn. Este membru U.A.P. R. din anul 2004-artist plastic profesionist, membru A.A.P. Mureș, consilier artistic, din anul 2004, a fost muzeograf. 

### Expoziții personale de pictură și sculptură
(1986, 1989) Casa de Cultură Mihai Eminescu, (1992) Muzeul Târnăveni, (1988-1992) Casa de Cultură Reghin, (1987, 1988, 1992, 1994, 1997) Sovata, (1996) Muzeul Municipal Orășenesc, Bressuire, Franța, (1997) Galeria Oficiului de Turism, Chollet, Franța, (1999) Galeria Banca de Credit Agricol, Fuillet, Franța, (2001) Székely Ház, Budapesta, Ungaria, (2003-2006) Galeria Unirea, (2006) Hotel Continental, (2006) Aeroport, (2006) Primăria Târgu-Mureș

### Expoziții de grup
1992-Casa de Cultură Reghin, 1986,1988,1989 - Casa de Cultură a Studenților Târgu-Mureș, 1993 - Catedrala Regală, Bruxelles (Belgia). 1993 - Galeria de Artă, Anvers (Belgia), 1993 - Galeria de Artă, Chalemtoth (Belgia), 1996-Muzeul Orășenesc, Bressuire (Franța). 1997 - Galeria de Four Magne (Franța), 1997-1998 - Chateau de Defence, Bressuire (Franța), 1998 - Galeria Municipală Aiud, 1982-2006-Galeria U.A.P., 1998 - 2006 - Cetatea Medievală, 1987-2006 - Galeria Unirea, Târgu-Mureș. 1995 - 2006 - Galeria A.A.P. Mureș

### Participare la simpozioane de creație

#### Naționale
(1985,1987,1992), Oarba de Mureș, (1999), Aiud, (2006), Ocoliș (jud.Alba) Județene: (1987-2006) Sovata, (2001-2004) Cund, (2002- 2006) Mădăraș, (2003) Berghia, (2004) Șincai, (2005) Zagăr, (2004-2006) Deda, (2005-2006) Lunca Bradului, (2005-2006) Seleușu Mic

#### Internaționale
1996-Călușeri (Mureș), 1996-1998-Bressuire (Franța), 1997-Magne (Franța), 1999-Fuillet (Franța), 1999-Aiud - tabăra internațională (Alba). Lucrări monumentale:1998-Statuie Pomul vieții, Bressuire Subprefectură (Franța), 1998-Pasărea- Bressuire (Franța), 1985,1987,1992- Oarba de Mureș

## Diplome și distincții
1994 - Gramată din partea Arhiepiscopiei de Alba Iulia, 1998 - Diploma de onoare a orașului Bressuire și premiul de talent (Franța), 2005 - Diploma de onoare a Clubului Rotary, 2006 - Premiul revistei Ambasador pentru obiectivitate și activitate culturală, Târgu-Mureș

### Mențiuni
pagină în Enciclopedia Artiștilor Români Contemporani vol.III, 2000, Le journal de Cholet 24.07.1997, Le Courier de l`Ouest 17.07.1997, Le Courier de l`Ouest 1998, albumul- Asociației Artiștilor Plastici Mureș 1977-2000, Albumul - Repere ale artei plastice mureșene Editura Ansid 2006, revista Ambasador 2006, revista Arta 1985, ,lCuvântul liber 1990-2006, 24 Ore Mureșene, Zi de Zi, Jurnalul de Mureș